# Portada/article juny 13

## Complex de l'exosoma
El complex de l'exosoma és un complex multiproteic capaç de degradar diversos tipus de molècules d'ARN (àcid ribonucleic). Els exosomes es donen tant en els eucariotes com en els arqueus, mentre que en els bacteris és un complex més simple, el degradosoma, el que compleix funcions similars.
El nucli del complex té una estructura anular de sis membres a la qual s'acoblen altres proteïnes. En les cèl·lules eucariotes està present al citoplasma, el nucli cel·lular i especialment el nuclèol, tot i que diferents proteïnes interactuen en aquests compartiments, regulant l'activitat degradadora de l'ARN del complex en substrats específics a aquests compartiments cel·lulars. Els substrats de l'exosoma inclouen l'ARN missatger, l'ARN ribosòmic i moltes espècies d'ARN petit. L'exosoma té una funció exoribonucleolítica, cosa que significa que comença a degradar l'ARN a partir d'un extrem (l'anomenat extrem 3′, en aquest cas) en lloc de fragmentar l'ARN en punts específics de la molècula.